# Gastronomija
Gastronomija (od grčkog gaster = stomak ili želudac + nomos = pravilo, red) je kuharska vještina; vještina priređivanja dobrih jela; kult birane hrane i kuharske umješnosti. Gastronom je čovjek koji se razumije u dobro kuhanje; tj. sladokusac, gurman, izbirač u jelu, dok je gastronomist osoba koja ujedinjuje teoriju i praksu u izučavanju gastronomije
Gastronomija po nekima nije samo vještina, nego i prava umjetnost, ili znanost o prehrani.

## Povijest
Već najstarije babilonske i kineske kuharice razlažu načine pripreme pojedinih jela koja su, uz varijacije, prisutna i u današnjim regionalnim, nacionalnim i univerzalnim kuhinjama.
Profesionalno kuharstvo, kulinarstvo, razvija se uz dvorove velikaša te se postupno prenosi i na pučke kuhinje, koje razvojem postaju i prepoznatljive nacionalne kuhinje (npr. kineska, talijanska, francuska kuhinja i dr.). Kultu jela posvećene su čitave biblioteke, počevši od glasovite Trimalhionove gozbe (iz Satirikona G. Petronija Arbitra). Mnogobrojne su i gastronomske digresije velikih pisaca od renesanse (François Rabelais, Marko Marulić, i dr.) do suvremenih književnih i esejističkih pristupa, kao što je donekle i Kuharski kanconijer (Veljko Barbieri). Jednu od prvih hrvatskih kuharica izdaje Gjuro Deželić 1868. god., i od tada izaze mnoge.
Hrvatska kuhinja nastaje spajanjem raznih gastronomskih tradicija, od sredozemne do kontinentalne i srednjoeuropske, unutar kojih se mogu naći i uže tradicije (npr. dalmatinske, izuzetno nutricionistički kvalitetne, slavonske sa specijalitetima poput kulena, istarske s raznim maneštrama i dr.).
Francuski gastronomski objed je naziv za društvenu tradiciju uživanja u francuskoj kuhinji za koji se ljudi okupljaju kako bi uživali u umjetnosti dobre hrane i pića.

## Vanjske poveznice
- Gastronomija Hrvatska tehnička enciklopedija, portal hrvatske tehničke baštine. LZMK